# Севастьянова, Алла Александровна
Алла Александровна Севастьянова (род. 11 декабря 1946, Спас-Клепики) — российский историк, доктор исторических наук, профессор Рязанского государственного университета имени Сергея Есенина. Крупная специалистка по русской провинциальной историографии XVIII-XX веков.